# 鴨河口水庫
鴨河口水庫位于中国河南省南阳市境内，南阳市区北约40公里处，是一座以防洪、灌溉为主，兼顾工业及城市用水，结合发电、养鱼等综合利用的的大（一）型水库。

## 水系
鸭河口水库是鸭河修坝截流而形成的大型水库。鸭河是白河上游的主要支流。鸭河原名鸦河，后误传为鸭河并沿用至今。

## 历史
大坝于1958年11月开始兴建，1959年11月基本建成。1969年河南省水利厅及南阳地区决定修建鸭河口水电站，委托长江流域规划办公室（现为长江水利委员会）进行水电站设计。1971年5月正式提出“鸭河口水利枢纽右岸电站工程设计报告”。1975年7月10日河南省水利厅下达了“关于鸭河口水库右岸电站工程概算和设计报告有关问题的批复”。接着，长江委陆续提供了施工详图，并在工地派驻了设计代表组配合施工。南阳地区组织指挥部负责施工。1974年3月15日正式开工。1978年8月厂房土建工程基本完成。1978年9月机电安装。
1981年5月15日三台机组安装与调试全部完成。1981年5月16日正式并网发电。

## 库区生态环境
鱼类20余种，水鸟10余种。

## 鸭河口灌区
受鸭河口灌区管理局（简称“鸭灌局”）管辖。主要负责该地区的农田水利灌溉建设。1965-1970年建成白桐、鸭东两条干渠，长85．96公里，建筑物175座；分干渠8条，长189．03公里，建筑物500座；面积在670公顷以上的支渠89条，共长677.6公里，建筑物3657座。现控制灌溉面积15.87万公顷，配套6.67万公顷，为河南省最大的自流灌区。灌区为全国重要的粮棉基地，盛产小麦、棉花、玉米、豆类等，尤以优质棉花最为有名。

## 风景区
该区域为南阳城区北部的重要生态旅游区域。

## 周边电力设施
鸭河口地区是南阳的电力中心，逐步形成了南阳北部的“电力新城”。1994年开工投资50余亿元的鸭河口火力发电厂於1998年已经建成发电。两台发电能力达35万千瓦的发电机组。河南省第一座核电站定址在石门乡，预计投资总额超过200亿元人民币，正在招标中。